# Silke Kraushaar
Silke Kraushaar-Pielach (Sonneberg, RDA, 10 de octubre de 1970) es una deportista alemana que compitió en luge en la modalidad individual.
Participó en tres Juegos Olímpicos de Invierno, obteniendo tres medallas en la prueba individual: oro en Nagano 1998, bronce en Salt Lake City 2002 y plata en Turín.
Ganó diez medallas en el Campeonato Mundial de Luge entre los años 1997 y 2008, y diez medallas en el Campeonato Europeo de Luge entre los años 1998 y 2008.

## Palmarés internacional
| Juegos Olímpicos   | Juegos Olímpicos                | Juegos Olímpicos  | Juegos Olímpicos |
| Año                | Lugar                           | Medalla           | Prueba           |
| ------------------ | ------------------------------- | ----------------- | ---------------- |
| 1998               | Nagano (Japón)                  | Medalla de oro    | Individual       |
| 2002               | Salt Lake City (Estados Unidos) | Medalla de bronce | Individual       |
| 2006               | Turín (Italia)                  | Medalla de plata  | Individual       |
| Campeonato Mundial |                                 |                   |                  |
| Año                | Lugar                           | Medalla           | Prueba           |
| 1997               | Igls (Austria)                  | Medalla de plata  | Equipo           |
| 1999               | Königssee (Alemania)            | Medalla de plata  | Equipo           |
| 2000               | St. Moritz (Suiza)              | Medalla de oro    | Equipo           |
| 2001               | Calgary (Canadá)                | Medalla de oro    | Equipo           |
| 2001               | Calgary (Canadá)                | Medalla de plata  | Individual       |
| 2003               | Sigulda (Letonia)               | Medalla de plata  | Individual       |
| 2004               | Nagano (Japón)                  | Medalla de oro    | Individual       |
| 2007               | Igls (Austria)                  | Medalla de oro    | Equipo           |
| 2007               | Igls (Austria)                  | Medalla de bronce | Individual       |
| 2008               | Oberhof (Alemania)              | Medalla de bronce | Individual       |
| Campeonato Europeo |                                 |                   |                  |
| Año                | Lugar                           | Medalla           | Prueba           |
| 1998               | Oberhof (Alemania)              | Medalla de oro    | Individual       |
| 1998               | Oberhof (Alemania)              | Medalla de oro    | Equipo           |
| 2000               | Winterberg (Alemania)           | Medalla de plata  | Individual       |
| 2002               | Altenberg (Alemania)            | Medalla de oro    | Equipo           |
| 2002               | Altenberg (Alemania)            | Medalla de plata  | Individual       |
| 2004               | Oberhof (Alemania)              | Medalla de oro    | Individual       |
| 2004               | Oberhof (Alemania)              | Medalla de oro    | Equipo           |
| 2006               | Winterberg (Alemania)           | Medalla de oro    | Individual       |
| 2006               | Winterberg (Alemania)           | Medalla de oro    | Equipo           |
| 2008               | Cesana (Italia)                 | Medalla de plata  | Individual       |